# Allen’s Everlasting
Allen’s Everlasting ist eine alte Apfelsorte. Er galt früher als einer der beliebtesten Dessert-Äpfel, ist mittlerweile allerdings lediglich eine seltene Liebhabersorte.

## Herkunft
Die Sorte stammt aus Irland und wurde dort von Thomas Rivers im Jahr 1864 erstmals katalogisiert. 1899 erhielt sie ein First Class Certificate der Royal Horticultural Society.

## Beschreibung
Allen’s Everlasting hat in der Regel eine sehr dünne, matte, vergleichsweise harte Schale, die manchmal leicht geriffelt und rau ist. Ihre Farbe wird mehrheitlich als rostbraun oder rostrot charakterisiert; es gibt jedoch auch dunkelgrüne und dunkelrote Früchte – mittlere Größe und zumeist leicht abgeflacht – mit gelben Einsprengseln. Das feste Fruchtfleisch, das sowohl sehr saftig als auch relativ trocken sein kann, hat einen sehr intensiven süßen bis leicht säuerlichen Geschmack und ist sehr knackig. Auf Grund der harten Schale wird empfohlen, die Früchte, die sich sehr gut zum unmittelbaren Verzehr eignen, geschält zu essen.
Wie der Name (de.: Allen’s Immerwährender / Unvergänglicher) bereits andeutet, lassen sich die Äpfel außergewöhnlich lange lagern und sind noch im April, teilweise sogar noch im Juni genussreif. Der Baum weist einen sehr kleinen Wuchs auf und eignet sich gut fürs Spalier. In England blüht er ab Mitte Mai und zur Mitte des Herbstes erfolgt die Ernte. Nach der Pflanzung trägt er relativ schnell Früchte, die so lange wie möglich am Baum belassen werden sollten. Der Ertrag variiert jedoch abhängig vom Standort teilweise extrem.